# Sri Hargobindpur
Sri Hargobindpur là một thành phố và là nơi đặt hội đồng đô thị (municipal council) của quận Gurdaspur thuộc bang Punjab, Ấn Độ.

## Nhân khẩu
Theo điều tra dân số năm 2001 của Ấn Độ, Sri Hargobindpur có dân số 3993 người. Phái nam chiếm 52% tổng số dân và phái nữ chiếm 48%. Sri Hargobindpur có tỷ lệ 66% biết đọc biết viết, cao hơn tỷ lệ trung bình toàn quốc là 59,5%: tỷ lệ cho phái nam là 69%, và tỷ lệ cho phái nữ là 63%. Tại Sri Hargobindpur, 12% dân số nhỏ hơn 6 tuổi.